# Rally Mediterráneo de 2000
El Rally Mediterráneo de 2000 fue la 10.ª edición del rally y la cuarta ronda de la temporada 2000 del Campeonato de España de Rally. Se celebró entre el 26 y el 27 de marzo.

## Clasificación final
| Pos. | Piloto                  | Copiloto                 | Automóvil                 | Tiempo    | Diferencia |
| ---- | ----------------------- | ------------------------ | ------------------------- | --------- | ---------- |
| 1.   | Jesús Puras             | Marc Martí               | Citroën Xsara Kit Car     | 1:45:16.0 | 0.0        |
| 2.   | Miguel Ángel Fuster     | José Vicente Medina      | Citroën Saxo Kit Car      | 1:49:45.0 | +4:29.0    |
| 3.   | Roberto Solís           | Francisco Javier Álvarez | Peugeot 106 Maxi          | 1:51:42.0 | +6:26.0    |
| 4.   | Marc Blázquez           | Jordi Mercader           | SEAT Ibiza GTi 16V Júnior | 1:55:04.0 | +9:48.0    |
| 5.   | Simón Otamendi          | Roberto Del Rosario      | Citroën Saxo VTS          | 1:56:31.0 | +11:15.0   |
| 6.   | José Piñón              | Iñaki Páez               | Renault Clio Sport        | 1:57:27.0 | +12:11.0   |
| 7.   | Javier Sanz             | David Seguí              | Mitsubishi Lancer Evo VI  | 1:57:33.0 | +12:17.0   |
| 8.   | Pedro Burgo             | Marcos Burgo             | Citroën Saxo VTS          | 1:57:39.0 | +12:23.0   |
| 9.   | Luis Carballido         | Pedro López              | Citroën Saxo VTS          | 1:57:40.0 | +12:24.0   |
| 10.  | Jorge González «Rantur» | Roberto González         | Citroën Saxo VTS          | 1:57:43.0 | +12:27.0   |